# William Haines Lytle

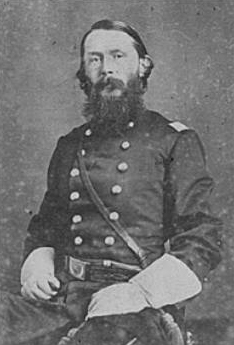
William Haines Lytle (nach 1861)

William Haines Lytle (* 2. November 1826 in Cincinnati; † 20. September 1863 in der Schlacht am Chickamauga, Georgia) war ein US-amerikanischer Politiker der Demokratischen Partei, Dichter und Brigadegeneral des Unionsheers im Sezessionskrieg.

## Leben

### Kindheit und Mexikanisch-Amerikanischer Krieg
Lytle wurde im November 1826 in Cincinnati geboren. Seine Familie gehörte der Oberschicht der Stadt am Ohio River an, die zu dieser Zeit zu einer bedeutenden Handels- und Industriestadt im sogenannten Manufacturing Belt aufstieg. Seine Familie hatte enge Verbindungen in den benachbarten Bundesstaat Kentucky, der im Gegensatz zu Ohio ein Sklavenhalterstaat war, aber dennoch enge wirtschaftliche Beziehungen nach Cincinnati pflegte. Sein Vater war der Anwalt und Politiker Robert Todd Lytle (1804–1839), seine Mutter Elizabeth Haines Lytle (1804–1841) war die Stiefschwester seines Vaters. Lytle hatte drei Schwestern, von denen eine früh verstarb. Nachdem die Eltern der Geschwister kurz hintereinander verstarben, wurden die Kinder von ihrer Großmutter mütterlicherseits großgezogen.
Ab August 1840 besuchte Lytle das Cincinnati College, die heutige University of Cincinnati, das er 1843 als Jahrgangsbester abschloss. Parallel begann er, erste Gedichte zu schreiben. Nach seinem Abschluss blieb er nach einigem Überlegen in Cincinnati und begann eine Anwaltsausbildung bei seinem Onkel Ezekial Smith Haines. 1847 unterbrach er sein Studium, um als Freiwilliger im Mexikanisch-Amerikanischen Krieg zu dienen. Als Unterstützer der Demokraten und Anhänger von Präsident James K. Polk sah er in dem Krieg politisch eine Möglichkeit, Texas zu beschützen und das Territorium der Vereinigten Staaten zu vergrößern, während er privat auf Ruhm und Ehre hoffte. Lytle wurde zunächst als Leutnant in der Kompanie L des Second Ohio Volunteer Regiment geführt und stieg nach drei Monaten zum Captain auf. Da das Kriegsgeschehen Ende 1847 zum Erliegen gekommen war, erlebte Lytle jedoch keinen Kampfeinsatz; sein Militäralltag bestand hauptsächlich aus dem Alltagsleben in der Garnison. Dennoch inspirierten die Erlebnisse ihn zu mehreren Gedichten, ehe er im Frühjahr 1848 unter dem Eindruck des imminenten Friedensschlusses nach Ohio zurückkehrte, wo er sein Jurastudium fortsetzte.

### Anwalt, Politiker und Dichter in Ohio
1851 wurde Lytle als Demokrat in das Repräsentantenhaus von Ohio gewählt. Im Wahlkampf machte er sich als rhetorisches Talent und radikaler Demokrat einen Namen, der nicht zuletzt die Rechte von Sklavenhaltern zu verteidigen suchte. Eine mögliche Kandidatur um das Amt des Secretary of State of Ohio lehnte er 1853 ab, genauso wie ein Angebot von Präsident Franklin Pierce, ein alter Freund seines Vaters, als Diplomat nach Chile zu gehen. Anfragen für eine Kandidatur für das Repräsentantenhaus der Vereinigten Staaten bei den Kongresswahlen 1854 beschied er ebenfalls negativ. Stattdessen zog er sich auch aus dem Repräsentantenhaus von Ohio zurück und wandte sich erneut seiner Anwaltslaufbahn zu. Gemeinsam mit einem Onkel und einem Familienfreund gründete er in Cincinnati eine eigene Anwaltskanzlei, auf deren Geschäfte er sich in den nächsten Jahren konzentrierte. Nach einigen Jahren wandte er sich aber schrittweise wieder der Politik zu: Zeitweise diente er als Recorder des Hamilton County; und im Vorlauf der Präsidentschaftswahl 1856 machte er sich für die Kandidatur James Buchanans stark. Wie Buchanan äußerte Lytle in diesem Kontext Kritik am Abolitionismus und erklärte die Sklaverei in den Südstaaten zur Schuld der britischen Kolonialmacht. Im Gegenzug äußerte er sich positiv über den Patriotismus der Südstaatler und meinte, im Abolitionismus eine Gefahr für den Zusammenhalt der Vereinigten Staaten zu erkennen.
Im Vorlauf der Gouverneurswahlen 1857 akzeptierte Lytle die demokratische Nominierung für das Amt des Lieutenant Governor of Ohio, d. h. des Vizegouverneurs des Bundesstaates. Lytle trat damit gegen den republikanischen Juristen Martin Welker an, während in der Gouverneurswahl der Demokrat Henry B. Payne und der republikanische Amtsinhaber Salmon P. Chase antraten. Lytle und Payne verteidigten im Wahlkampf beide die Supreme-Court-Entscheidung im Fall Dred Scott v. Sandford, in dem der Supreme Court grundsätzlich erklärt hatte, dass freie und nicht-freie Afroamerikaner keine Bürger der Vereinigten Staaten seien. Am Wahltag unterlagen sowohl Payne als auch Lytle knapp ihren republikanischen Kontrahenten. Drei Jahre später, im Voraus der Kongresswahlen 1860, forderte Lytle den Amtsinhaber George H. Pendleton in einer Vorwahl um dessen Sitz im US-Repräsentantenhaus heraus, unterlag aber erneut. In der im gleichen Jahr stattfindenden Präsidentschaftswahl unterstützte Lytle Stephen A. Douglas, den Kandidaten der Nordstaaten-Demokraten. Weitere Anfragen für Kandidaturen um politische Ämter lehnte Lytle während des Sezessionskriegs mit Verweis auf das laufende Kriegsgeschehen ab.
Die Zeit zwischen dem Mexikanisch-Amerikanischen Krieg und dem Ausbruch des Sezessionskriegs war die Hauptphase des Schaffens von Lytle als Dichter. Inspiriert durch seine Liebe zum Militär verfasste er hauptsächlich romantisierende Balladen mit militaristischen Motiven. Bekannt wurde er vor allem für sein Gedicht I Am Dying, Egypt, Dying bzw. Anthony and Cleopatra, das er 1858 verfasste und das Verhältnis von Kleopatra VII. und Marcus Antonius im Kontext des Ptolemäischen Krieges aufgreift.

### Sezessionskrieg
Bereits vor dem Angriff auf Fort Sumter im April 1861, der den Sezessionskrieg auslöste, betätigte sich Lytle in Fragen der militärischen Organisation. 1855 war er von Gouverneur William Medill zum Oberstleutnant der ersten Division der Ohio Volunteer Militia ernannt worden, einer Freiwilligenmiliz, die sich für die Union der Vereinigten Staaten aussprach. Parallel zu seinem Wahlkampf für das Amt des Vizegouverneurs von Ohio 1857 war er zum Generalmajor befördert worden und wurde in diesem Rang nach seiner Wahlniederlage von Gouverneur Chase bestätigt. Lytle selbst unterstützte zwar grundsätzlich die Position der Sklavenhalter und deren Verweis auf states’ rights in der politischen Debatte um die Sklaverei, unterstützte aber von ganzem Herzen die Einheit der Vereinigten Staaten. Als sich daher die Südstaaten für unabhängig erklärten und sich am Angriff auf Fort Sumter der Sezessionskrieg entfachte, unterstützte Lytle die Nordstaaten nach Kräften. In seiner Funktion als Generalmajor der Ohio Volunteer Militia leitete er nach Kriegsbeginn zunächst das sogenannte Camp Harrison, ein Rekrutierungslager des Unionsheeres außerhalb von Cincinnati. Dem Wunsch nach eigenen Taten folgend wurde er schließlich im Mai 1861 als Oberst des 10th Ohio Infantry Regiment für den Kriegseinsatz gemustert.
Lytles Regiment marschierte zunächst in den Westen von Virginia, um dort zentrale Verkehrsachsen für die Nordstaaten zu sichern und die Verteidigung von Ohio zu organisieren. Im September 1861 hatten Lytle und das Regiment in der Schlacht bei Carnifex Ferry ihren ersten Gefechtseinsatz. Als er einen Angriff seines Regiments auf konföderierte Stellungen anführte, wurde er schwer verletzt, überlebte aber. Trotz einiger Kritik wegen des teils als zu riskanten Angriffes wurde Lytle danach von beiden Armeen für seinen Mut gelobt. Lytle selbst zog sich zunächst aus dem aktiven Militärdienst zurück und reiste nach Cincinnati, um sich dort zu erholen. Im Februar 1862 kehrte Lytle in den Dienst zurück. Angesichts seiner noch laufenden gesundheitlichen Rehabilitation wurde Lytle von Don Carlos Buell zunächst mit der Leitung des Rekrutierungs- und Marschlagers Camp Morton in Bardstown, Kentucky, beauftragt. Im März 1862 wurde ihm das Kommando über die 17. Brigade der dritten Division der Army of the Ohio unter Buell übertragen. In dieser Funktion war er über das Frühjahr hinweg mit der Verteidigung von Nachschublinien zwischen Nashville, Tennessee, und Huntsville, Alabama, beschäftigt. Über den anschließenden Sommer war Lytle in Huntsville in der dortigen Garnison stationiert.
Ab September 1862 beteiligten sich Lytle und seine Brigade an Buells Bemühungen, den konföderierten Vorstoß von Streitkräften nach Kentucky unter Braxton Bragg einzudämmen. Dies gelang in der Schlacht bei Perryville, bei der Lytle jedoch am Kopf verwundet wurde und von konföderierten Truppen in Kriegsgefangenschaft genommen wurde. Nach damaligen Gepflogenheiten wurde er bald aus der Gefangenschaft entlassen und konnte nach Cincinnati zurückkehren, musste aber unterschreiben, dass er nicht an Kampfhandlungen teilnehmen werde, bis es zu einem formalen Austausch von Gefangenen beider Seiten komme. In dieser Zeit sagte er als erster Zeuge bei armeeinternen Untersuchungen gegen General Buell wegen der Schlacht bei Perryville aus. Nachdem er im Februar 1863 formal ausgetauscht wurde und wieder in den aktiven Militärdienst zurückkehren konnte, wurde er einen Monat später rückwirkend zum November 1862 zum Brigadegeneral befördert. Parallel erhielt das Kommando über die erste Brigade der dritten Division des 20. Armeekorps der Army of the Cumberland und wurde in Murfreesboro im zentralen Tennessee stationiert, von wo aus er Bemühungen der Army of the Cumberland um eine Offensive gegen Braggs Truppen im Süden Tennessees an der Grenze zu Alabama und Georgia unterstützte. Unter anderem wurde er im August 1863 mit dem Bau einer Brücke über den Tennessee River bei Bridgeport, Alabama, beauftragt.
Im September 1863 wurde Lytle in der Schlacht am Chickamauga im Norden Georgias eingesetzt. Dort wurde er mit der Verteidigung des sogenannten Widow Glenn Hill beauftragt. Als die Konföderierte Armee mit der Erstürmung des Hügels begann, wurde Lytle von zwei Kugeln getroffen und starb noch vor Ort im Alter von 36 Jahren. Von konföderierten Truppen bald als der auch von ihnen respektierte Brigadegeneral identifiziert und gewürdigt, wurde er von den Konföderierten auf dem Schlachtfeld temporär beigesetzt und danach einem Offizier der Nordstaaten freie Passage eingeräumt, um Lytles Leichnam zu identifizieren. Auf Betreiben des Kommandeurs des 10th Ohio Infantry Regiment und in Absprache mit General William Starke Rosecrans erfragten die Nordstaaten die Überführung von Lytles sterblichen Überresten, die von Braxton Bragg bald eingeräumt wurde. Nach deren Empfang wurde Lytle von den Soldaten der Nordstaaten in Chickamauga zunächst mit einer Trauerfeier gewürdigt, ehe der Leichnam Lytles unter Aufsicht einer Ehrenwache nach Cincinnati überführt wurde, wo er im Gerichtsgebäude der Stadt öffentlich aufgebahrt wurde. Gut einen Monat nach seinem Tod wurde Lytle in Cincinnati unter großer öffentlicher und militärischer Anteilnahme beigesetzt; unter seinen Sargträgern waren General Jacob Dolson Cox und General James A. Garfield, späterer Präsident der Vereinigten Staaten.
In den 1890er Jahren bemühte sich Lytles Schwester Josephine Foster um Publikation seiner Gedichte, die schließlich von William Henry Venable editiert wurden und 1894 veröffentlicht wurden.  Diverse Dokumente aus dem Besitz von Lytle und seiner Familie gingen später über eine Nichte in den Besitz der Cincinnati Historical Society über. 1999 publizierte Ruth C. Carter eine Edition dieser Briefe.

## Veröffentlichungen
- William H. Venable (Hrsg.): Poems of William Haines Lytle. Robert Clarke, Cincinnati 1894.